# 슈퍼볼 LVIII
슈퍼볼 LVIII(Super Bowl LVIII)는 2023년 시즌 내셔널 풋볼 리그(NFL)의 챔피언을 결정하기 위해 진행된 미식축구 경기였다. 4년 전 슈퍼볼 LIV 재경기에서 아메리칸 풋볼 콘퍼런스(AFC) 챔피언이자 수비 슈퍼볼 챔피언 캔자스 시티 치프스가 내셔널 풋볼 콘퍼런스(NFC) 챔피언 샌프란시스코 포티나이너스를 연장전에서 25-22로 이겼다. 치프스는 2004년 뉴잉글랜드 패트리어츠 이후 연속 슈퍼볼 우승을 차지한 최초의 팀이 되었다. 이 게임은 2024년 2월 11일 네바다주 파라다이스에 있는 얼리전트 스타디움에서 열렸다. 이는 네바다 주에서 열린 최초의 슈퍼볼이었다. 슈퍼볼은 2022년 캘리포니아주 잉글우드, 2023년 애리조나주 글렌데일에 이어 미국 서부에서 3년 연속 개최됐다.
이번 경기가 치프스의 네 번째 슈퍼볼 출전이자 5년 만에 세 번째 우승이었기 때문에 많은 사람들은 이 경기를 통해 치프스를 왕조로 만들었다고 평가했다. 연장전에서 결정된 두 번째 슈퍼볼은 7년 전 슈퍼볼 LI에 이어 첫 번째였다. 치프스 쿼터백 패트릭 마홈스는 333야드 동안 46번의 패스 중 34번, 터치다운 2번, 인터셉트 1번을 완료하여 슈퍼볼 MVP(Super Bowl Most Valuable Player)로 선정되었다. 얼리전트 스타디움의 좌석 수로 인해 게임 매진 참석자 61,629 명은 COVID-19 대유행 기간 동안 진행된 슈퍼볼 LV를 제외하고 슈퍼볼 역사상 가장 작은 관중이었다.
이 게임은 CBS에서 전국적으로 방영되었고, 파라마운트+에서 스트리밍되었으며, 청소년 중심 자매 네트워크인 니켈로디언에서 방송되었으며, 스페인어 네트워크인 유니비전에서 방영되었다. 또한 슈퍼볼 역사상 두 번째 동시 방송이자 슈퍼볼 I 이후 첫 번째 동시 방송이었다. 슈퍼볼 LVIII는 모든 플랫폼에서 총 1억 2,370만 명의 평균 시청자를 확보하여 미국 TV 역사상 가장 많이 본 프로그램이 되었다. 전년도 슈퍼볼 시청자 수는 1억 1,510만 명이었다. 이 게임은 2억 명 이상의 시청자가 게임 전체 또는 일부를 시청하는 등 역사상 중복되지 않은 총 시청자 수가 가장 많았다. 테일러 스위프트 효과로 인해 아폴로 11호 달 착륙 이후 미국에서 가장 많이 시청된 방송이었다. 어셔(Usher)가 주연을 맡은 하프타임 쇼의 시청자 수는 최고 1억 2,930만 명을 기록했다. 게임의 순 플레이 시간인 74분 57초는 슈퍼볼 역사상 가장 긴 시간이다.
조지 토마(George Toma)가 그라운드키퍼 역할을 하지 않은 것은 창립 이래 최초의 슈퍼볼이라는 점에서 주목할 만하다.